# Bruno Bianchi (calciatore 1910)
Bruno Bianchi (Brescia, 4 dicembre 1910 – Brescia, 29 ottobre 1979) è stato un calciatore italiano, di ruolo attaccante.

## Carriera
Esordì nel Brescia a diciassette anni il 18 dicembre 1927 in Brescia-Padova 1-0. Giocò in Serie A i primi due campionati delle rondinelle, e nella stagione 1931-1932 giocò in Prima Divisione al Pavia, segnando 28 reti.
Nell'estate successiva tornò al Brescia col quale disputò 5 campionati (2 in Serie B e 3 in Serie A), portando il totale delle partite disputate con la maglia biancazzurra a 159, nelle quali ha realizzato 26 reti.
Bianchi chiuse la sua carriera nella Casalini Brescia e nell'Alfa Romeo di Milano in Serie C.